# Ornithidium fimbriatilobum
Ornithidium fimbriatilobum är en orkidéart som först beskrevs av Germán Carnevali och Gustavo Adolfo Romero, och fick sitt nu gällande namn av Mario Alberto Blanco och Isidro Ojeda. Ornithidium fimbriatilobum ingår i släktet Ornithidium och familjen orkidéer. Inga underarter finns listade i Catalogue of Life.